# 월광접
월광접(일본어: 月光蝶, げっこうちょう)은 애니메이션 《턴에이 건담》 및 《건담 G의 레콘기스타》에 등장하는 가공의 병기이다. 월광접 시스템이라고도 불린다.

## 개요
《턴에이 건담》의 작품 내에서는 턴에이 건담과 그 형제기인 턴 엑스에, 《건담 G의 레콘기스타》에서는 G-루시퍼에 탑재되어 있다.

## 같이 보기
- 턴에이 건담
- 턴 엑스